# Monika Denker
Monika Denker (* 25. Oktober 1971 als Monika Boll) ist eine ehemalige deutsche Fußballspielerin

## Karriere

### Vereine
Die 178 cm große Denker hatte ihre Fußballkarriere in Ahaus beim VfB Alstätte begonnen, bevor sie als Abwehr- und Mittelfeldspielerin zum VfB Rheine in die drittklassige Regionalliga West wechselte. Mit ihrem Verein qualifizierte sie sich am Ende der Saison 1989/90 als Zweitplatzierter für die neugeschaffene zweigleisige Bundesliga. Die Premierensaison wurde als Fünftplatzierter beendet. In der Saison 1991/92 belegte sie mit ihrer Mannschaft den dritten Platz und nahm mit ihr erstmals am DFB-Pokal teil; hier schied der VfB erst im Halbfinale aus. So erging es ihr auch in der Saison 1992/93, sowohl in der Meisterschaft, als auch im Pokalwettbewerb.
Am 10. Juli 1994 fusionierte der VfB mit der SG Eintracht Rheine zum FC Eintracht Rheine, aus dem am 10. März 1998 der FFC Heike Rheine hervorging. Denker beendete die Saison mit der Frauenfußballabteilung des FC Eintracht Rheine als Viertplatzierter der Bundesliga-Nord-Saison 1993/94 und schied im Viertelfinale aus dem Pokalwettbewerb aus. Nachdem ihre Mannschaft in den folgenden drei Saisons jeweils als Viertplatzierter abgeschlossen hatte, ereilte sie das Aus im Achtel- und Viertelfinale sowie im erstmals erreichten Finale. Das Spiel gegen Grün-Weiß Brauweiler wurde im Olympiastadion Berlin – als Vorspiel zum Männerfinale – vor 30.000 Zuschauern mit 1:3 verloren.
In den Saisons 1997/98, 1998/99 und zuletzt 2000/01 kam sie dann in der eingleisigen, nicht in Gruppen unterteilten Bundesliga in 29 Punktspielen zum Einsatz, in denen ihr acht Tore gelangen. Lediglich 1999/2000 – aufgrund des Vorsaisonabstiegs – spielte sie in der seinerzeit zweitklassigen Regionalliga West. Mit einem Abschlussspiel am 16. April 2002 gegen ihren ehemaligen Club FFC Heike Rheine beendete sie ihre Karriere als Fußballspielerin.

### Nationalmannschaft
Für die A-Nationalmannschaft bestritt sie zwischen 1994 und 1997 sieben Länderspiele. Sie debütierte am 2. Juni 1994 in Zagreb beim 7:0-Sieg über die im A-Nationalmannschaft Kroatiens im EM-Qualifikationsspiel der Gruppe 5 mit Einwechslung für Heidi Mohr in der 80. Minute. Ihren letzten Einsatz als Nationalspielerin hatte sie am 23. März 1997 in Warendorf beim 1:1-Remis im Testspiel gegen die A-Nationalmannschaft Chinas.

## Erfolge
- Qualifikation für die Bundesliga Nord
- DFB-Pokal-Halbfinalist 1992, 1993, -Finalist 1997
- DFB-Supercup-Finalist 1997